# Olugh Mohammed kán
Olugh Mohammed (tatárul Oluğ Möxämmät, Олуг Мөхәммәт, اولوغ محمد ; 1405 – 1445, Kazany) az Arany Horda kánja több ízben, a Kazanyi Kánság megalapítója. Nevében az olugh nagyot jelent, amivel megkülönböztetik a másik, Kücsük Mohammed kántól (kücsük = kicsi). 

## Származása
Mohammed Dzsingisz kán unokájának, Toka Temürnek volt a leszármazottja, de apjának személye vitatott. A hivai kán, Abulgázi szerint apja neve Icskile Haszan volt, ez ma a legelfogadottabb nézet. Abd al-Gaffar Kirimi 18. századi krími történész szerint apját Csagájnak hívták, míg az orosz Mihail Hugyjakov azt állítja, hogy Dzsalál ad-Din kán fia lehetett. Mindenesetre Mohammed a Toktamis-klán védnöksége alá tartozott.    

## Harca az Arany Horda trónjáért
Az 1410-es években az Arany Hordában polgárháború zajlott a káni hatalomért a korábbi kán, Toktamis fiai és az Edögej emír által trónra ültetett báburalkodók között, szinte évente változott a kán személye. Olugh Mohammed először 1419-ben jelentette be trónigényét, ekkorról ismert az első, nevével jelölt pénzérme. Az Edögej halála utáni anarchiát kihasználva, a krími nemzetségek támogatásával elfoglalta a Volgai Bolgáriát és kánnak kiáltotta ki magát. Nem ő volt az egyetlen, a timuridák által támogatott Barak és az Edögej legidősebb fia, Manszur által patronált Haddzsi Mohammed voltak a jelentősebb vetélytársai. 1421-ben Barak legyőzte Olugh Mohammed seregeit, így kénytelen volt Litvániába, a Toktamis-családot hagyományosan támogató Vytautas nagyfejedelemhez menekülni. 
Litván segítséggel 1424-ben megszállta a vele rokonszenvező Krímet, 1426-ban pedig újra összecsapott Barakkal. Ezúttal Mohammed győzött, Barak pedig keletre menekült. A következő évben Barak nagy erők élén visszatért és ugyanekkor egy másik Dzsingisz-leszármazott trónkövetelő, Devlet Berdi támadt Mohammedre a Krímről. Olugh Mohammed kénytelen volt átengedni a fővárost, Szarajt Baraknak, de a Volgai Bulgária és a Volga torkolatvidéke az ő kezében maradt. Devlet Berdi ekkor Barakra támadt és kivetette őt Szarajból, de az három nappal később visszafoglalta a fővárost. Olugh Mohammed ekkor a meggyengült Barakra támadt és elvette tőle a káni székhelyet. Barak ismét keletre menekült, ahol meggyilkolták. 
A hatalomra jutott Mohammed igyekezett elnyerni a környező hatalmak jóváhagyását. A Litván Nagyfejedelemséggel eleve jó viszonyban volt, ezen kívül követeket küldött II. Murád oszmán és Barszbáj egyiptomi szultánokhoz. 

## Harca Kücsük Mohammeddel
A hosszas polgárháború következtében az Arany Horda hatalma jelentősen megcsappant. A Volgától keletre eső területek nem engedelmeskedtek a kánnak, 1428-ban pedig újabb trónkövetelő jelentkezett Kücsük Mohammed személyében. Őt elsősorban Edögej fiai és a nogáj törzsek támogatták és komoly fenyegetést jelentett, ám egy vita miatt a nogájok átálltak Olugh Mohammedhez és velük érkezett Edögej egyik fia, Naurusz is, akiből a kán beglerbéget csinált. Mohammednek sikerült megerősítenie a hatalmát, egészen 1433-ig nem jelentkezett újabb trónkövetelő.
1430-ban a Kungrat klán vezére, Hajdar fosztogató hadjáratot vezetett az orosz fejedelemségek területére a kán engedélye nélkül. Eközben foglyul ejtette az egyik litván fennhatóság alatti város vezetőjét, akit Mohammed kiszabadított és ajándékokkal hazaküldött, Hajdart pedig megrótta. 1431-ben a moszkvai trónért harcoló II. Vaszilij és II. Jurij az Arany Horda kánjának döntését kérte. A Sirin klán vezére, Tekije nyíltan Jurij oldalára állt, Mohammed azonban Vaszilij javára döntött, aláásva ezzel a klánfőnök tekintélyét.       
1432-ben Kücsük Mohammed visszatért, és ekkor Hajdar és Tekije segítségével újabb trónkövetelő, Szejjid Ahmed is jelentkezett a Krímen. Vytautas ekkor már halott volt és utódai egymással marakodtak, Olugh Mohammed innen segítségre nem számíthatott, sőt egyikük, Švitrigaila Szejjid Ahmedet támogatta. Ezért kiegyezett Kücsük Mohammeddel, átadta neki a Volga-mentét és a fővárost, ő pedig megtartotta az ország nyugati részét, az orosz fejedelemségekkel határos és a Fekete-tengertől északra eső területeket. 1436-ig gyakorlatilag három kán uralkodott, a moszkvai fejedelem mindhármuknak küldött adót. Barbaro velencei követ viszont azt írta, hogy a "főkán" Olugh Mohammed volt.   
1436-ban felborult az egyensúly, Naurusz beglerbég átállt Kücsük Mohammed oldalára, és a másik két kán Olugh Mohammedre támadt. A felfordulást kihasználva a Horda háromfelé szakadásakor de facto önállósuló kazanyi kormányzó, Gijász ad-Dín elfoglalta Szarajt, de egy hónap múlva Kücsük Mohammed visszatért városába, legyőzte és feltehetően megölte a kazanyi vezért.

## A Kazanyi Kánság megalapítása
A trónfosztott Olugh Mohammed előbb a Krímre menekült Hajdar és Szejjid Ahmed seregei elől, majd mindössze 3000 harcossal az orosz határvidékre távozott, ahol elfoglalta Beljov városát. A moszkvai nagyfejedelem (állítólag negyvenezres) sereget küldött ellene, amit a tatárok 1437. december 5-én legyőztek ugyan, de mégis továbbvonultak a Volga középső szakaszához, Kazanyba. A helybeli bolgárok és cseremiszek örömmel fogadták, remélve, hogy megvédelmezi őket az orosz és tatár fosztogatásoktól. Miután helyben megszilárdította a hatalmát, Mohammed megpróbálta visszaszerezni hűbérúri hatalmát az orosz fejedelemségek fölött, 1439-ben elfoglalta Nyizsnyij Novgorodot és egészen Moszkváig hatolva, felgyújtotta annak külvárosait.   
1444-ben újabb hadjáratot indított Moszkva ellen, csapatai végigpusztították a nagyfejedelemség keleti részét, 1445-ben újból megszállta Nyizsnyij Novgorodot, azonban Musztafa fia a rjazanyiakkal szembeni csatában elesett. 1445. július 7-én Szuzdal mellett megütközött a moszkvaiakkal, legyőzte őket és foglyul ejtette II. Vaszilij nagyfejedelmet is. A fejedelem csak októberben szabadult: a megállapodás részletei nem ismertek, de 500 tatár érkezett Moszkvába elszállítani a hadisarcot. 
Olugh Mohammed ezután visszatért Kazanyba, de röviddel utána, még az 1445-ös év folyamán meghalt.

## Családja
Olugh Mohammed fiai közül négynek ismert a neve:
- Mahmud (†1465) utóda a kazanyi trónon
- Jakub
- Musztafa (†1444)
- Kászim (†1469) a Kászimi Kánság alapítója

## Fordítás
- Ez a szócikk részben vagy egészben  a(z)   Улу-Мухаммед című orosz Wikipédia-szócikk ezen változatának fordításán alapul.  Az eredeti cikk szerkesztőit annak laptörténete sorolja fel. Ez a jelzés csupán a megfogalmazás eredetét és a szerzői jogokat jelzi, nem szolgál a cikkben szereplő információk forrásmegjelöléseként.